# Despojado (filme)
Stripped é um filme documental estado-unidense de 2014 sobre banda desenhada e sua transição no declínio dos jornais para a web.  A produção de Stripped começou em 2010. O conceito original do filme era mostrar cartunistas e seus estúdios.
Stripped inclui entrevistas com mais de 70 cartunistas, que discutem suas perspectivas do século 21. Entrevistado, o Bill Watterson criou o pôster de Stripped, seu primeiro trabalho após o fim de Calvin and Hobbes em 1995. O filme foi financiado coletivamente pelo Kickstarter e foi lançado na iTunes Store em 1 de abril de 2014.

## Entrevistados
| - Jean Schulz, viúva de Charles M. Schulz (Peanuts, 1950–2000 - Mort Walker (Beetle Bailey, 1950–) - Jeff Keane (The Family Circus, 1960–) - Cathy Guisewite (Cathy, 1976–2010) - Jim Davis (Garfield, 1978–) - Bill Watterson (Calvin and Hobbes, 1985–1995) - Greg Evans (Luann, 1985–) - Bill Amend (FoxTrot, 1988–) | - Jerry Holkins (Penny Arcade, 1998–) - Mike Krahulik (Penny Arcade, 1998–) - Jeph Jacques (Questionable Content, 2003–) - Richard Thompson (Cul de Sac, 2004–2012) - Karl Kerschl (The Abominable Charles Christopher, 2007–) - Kate Beaton (Hark! A Vagrant, 2008–) - Matthew Inman (The Oatmeal, 2009–) |